# Edward Poynter

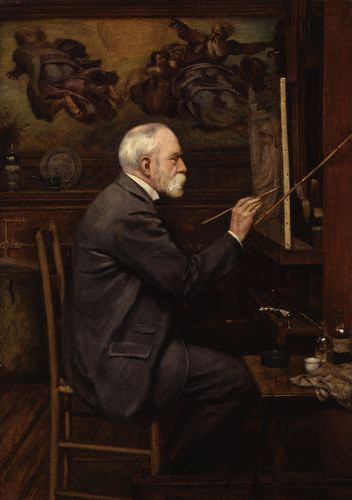
Portret van Poynter, 1909, door Burne-Jones, National Portrait Gallery, Londen

Sir Edward John Poynter, 1e Baronet, KB (Parijs, 20 maart, 1836 – Londen, 26 juli 1919) was een Engels kunstschilder en ontwerper. Hij behoorde tot de stroming van de academische kunst. Van 1896 tot 1918 was hij president van de Royal Academy of Arts.

## Leven en werk

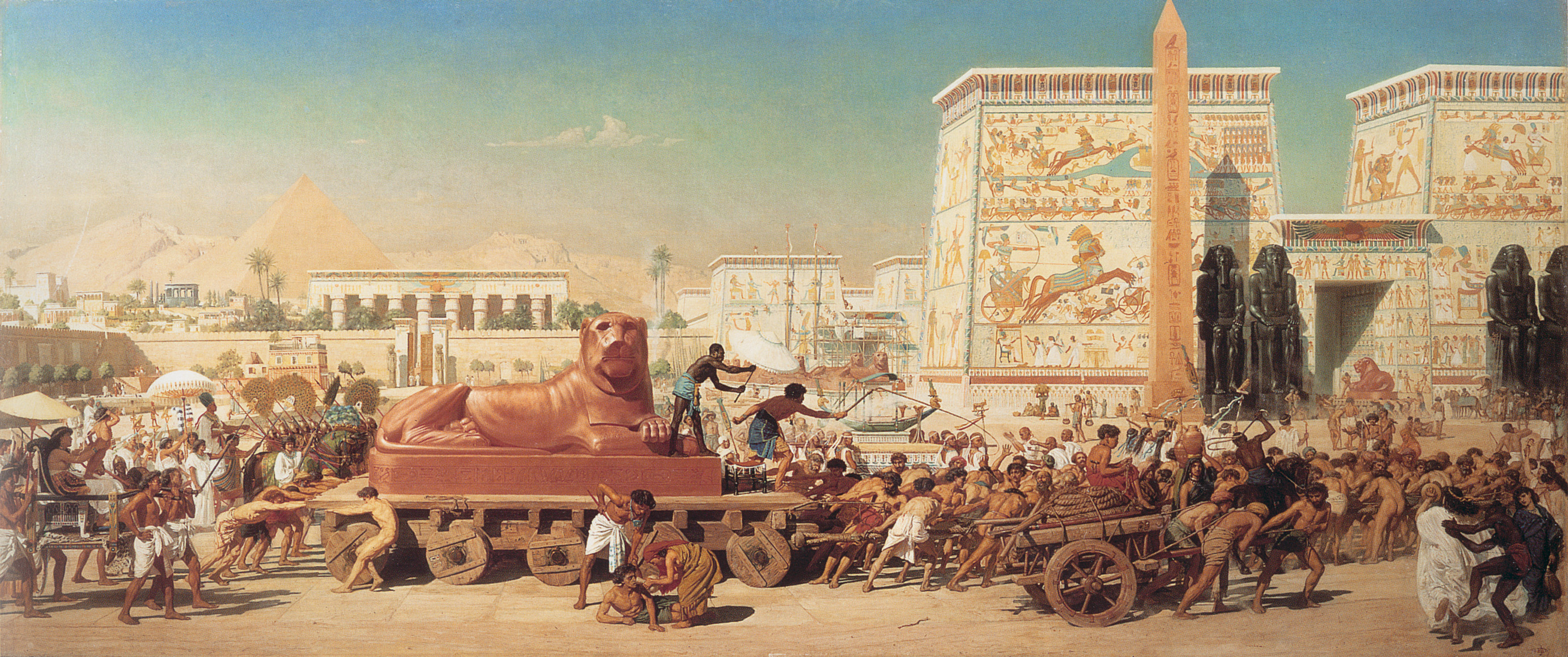
Israel in Egypt, 1867, Guildhall Art Gallery, Londen

Poynter was de zoon van een vooraanstaand architect. Hij studeerde schilderkunst in Londen en Rome (waar hij een bewonderaar van Michelangelo werd) en vervolgens bij Charles Gleyre in Parijs, waar hij bevriend raakte met de Zwitserse kunstschilder James McNeill Whistler.
Poynter verkreeg vooral bekendheid met zijn mythische en historische taferelen, zoals Israel in Egypt (1867, zijn eerste grote succes), Visit of the Queen of Sheba (1871-75), King Solomon (1890) en een enorme mozaïek in de Palace of Westminster, getiteld St George for England (1869). Verder schilderde hij ook portretten en landschappen, in een academische, neoclassicistische stijl.
Poynter vervulde in zijn leven tal van officiële functies. Hij was professor aan de Slade School of Fine Art, voorzitter van de National Art Training School, directeur van de National Gallery en van 1896 tot 1918 president van de Royal Academy of Arts. In 1896 werd hij geridderd, in 1898 kreeg hij een eredoctoraat van de Universiteit van Cambridge en in 1902 werd hem de baronet-titel verleend.
In 1866 huwde Poynter de gerenommeerde schoonheid Agnes MacDonald, met wie hij drie kinderen kreeg. Hij was de zwager van Edward Burne-Jones. Ook was hij via zijn vrouw familie van staatsman Stanley Baldwin en schrijver Rudyard Kipling. Kipling zou hem ook overgehaald hebben om lid te worden van de vrijmetselarij.
Poynter overleed in 1919 te Londen en werd begraven in de St Paul’s Cathedral. Zijn zuster was vertaalster Clara Bell.

## Galerij

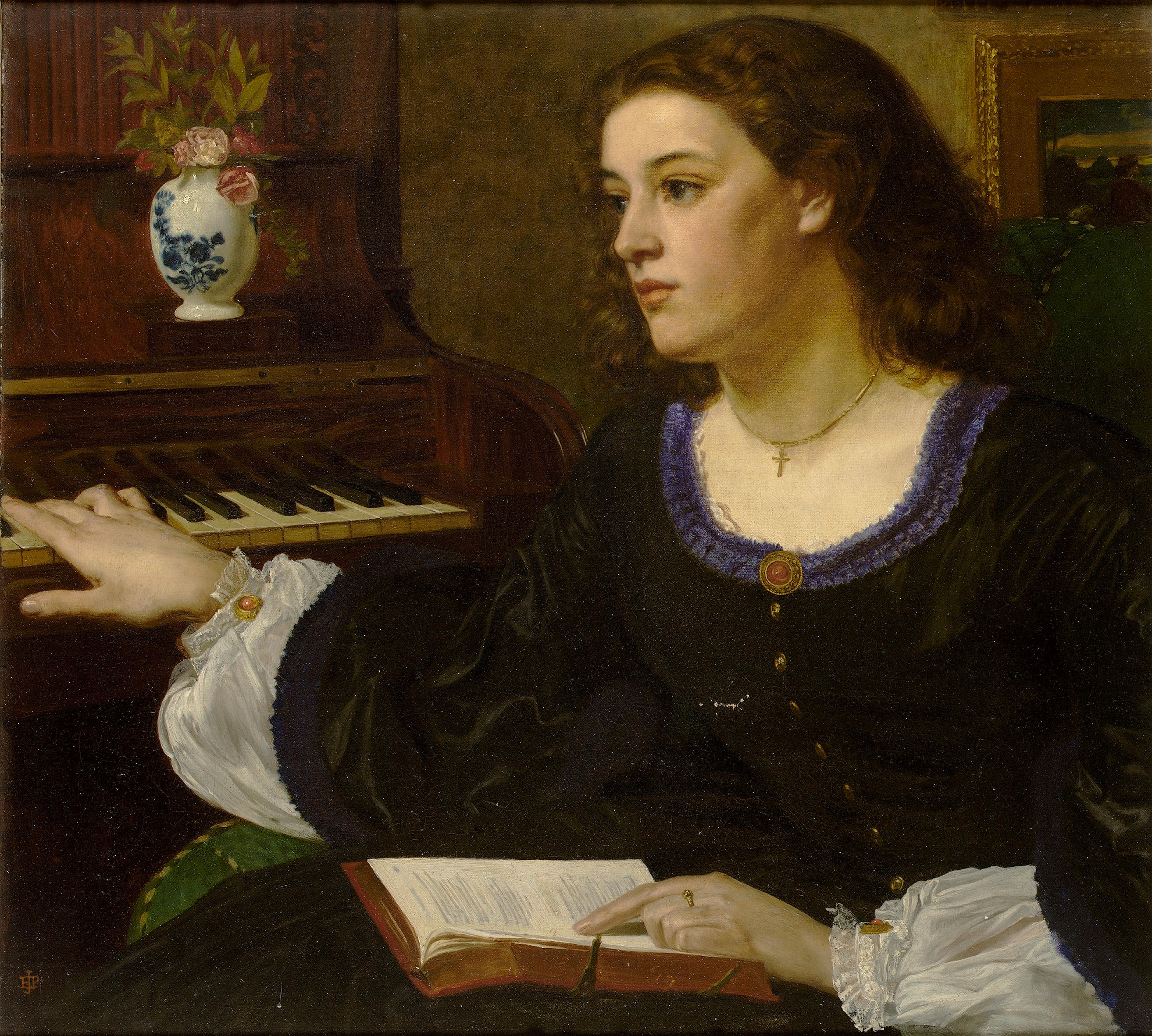
A day dream, 1863
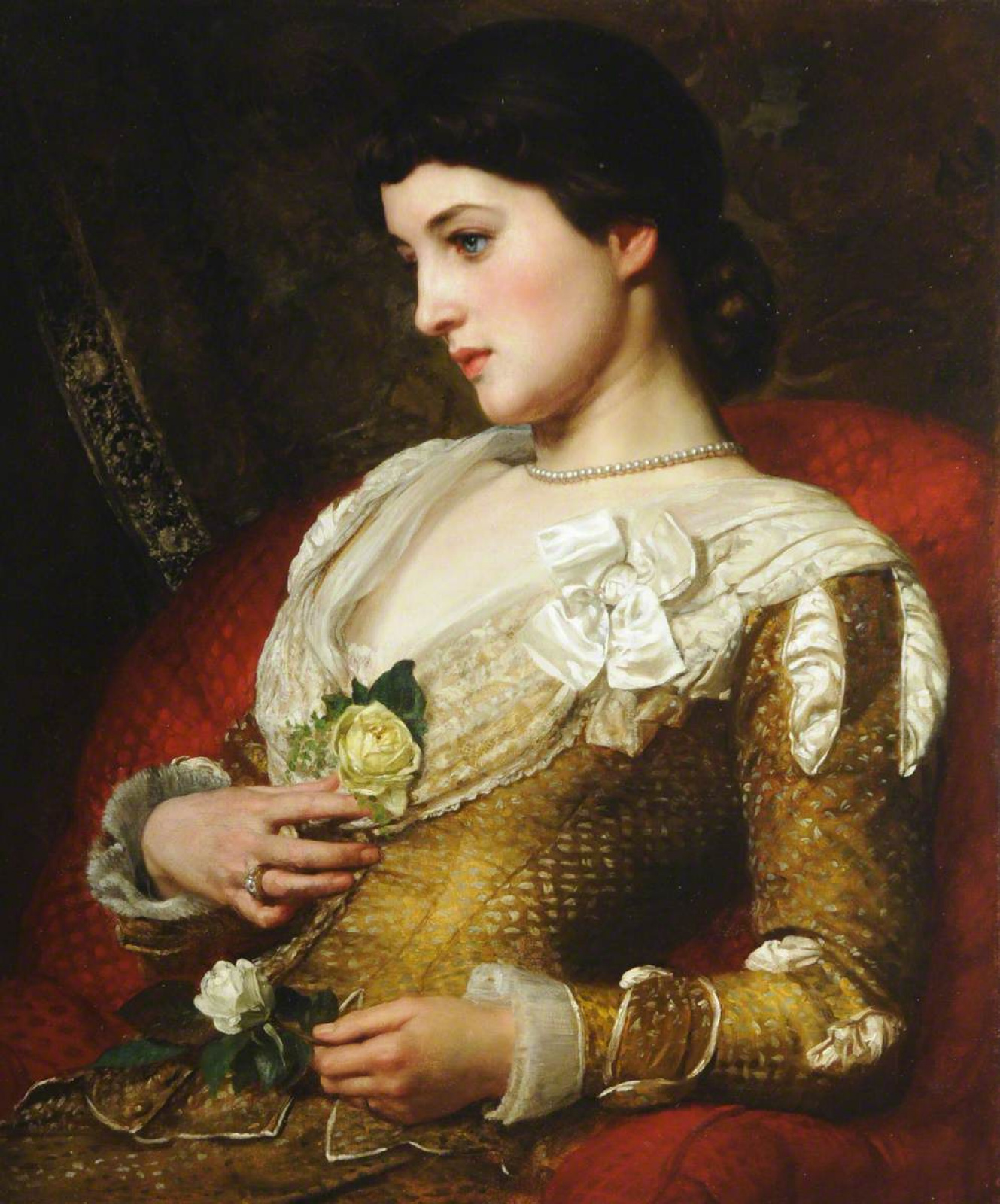
Portret van Lily Langtry, 1878
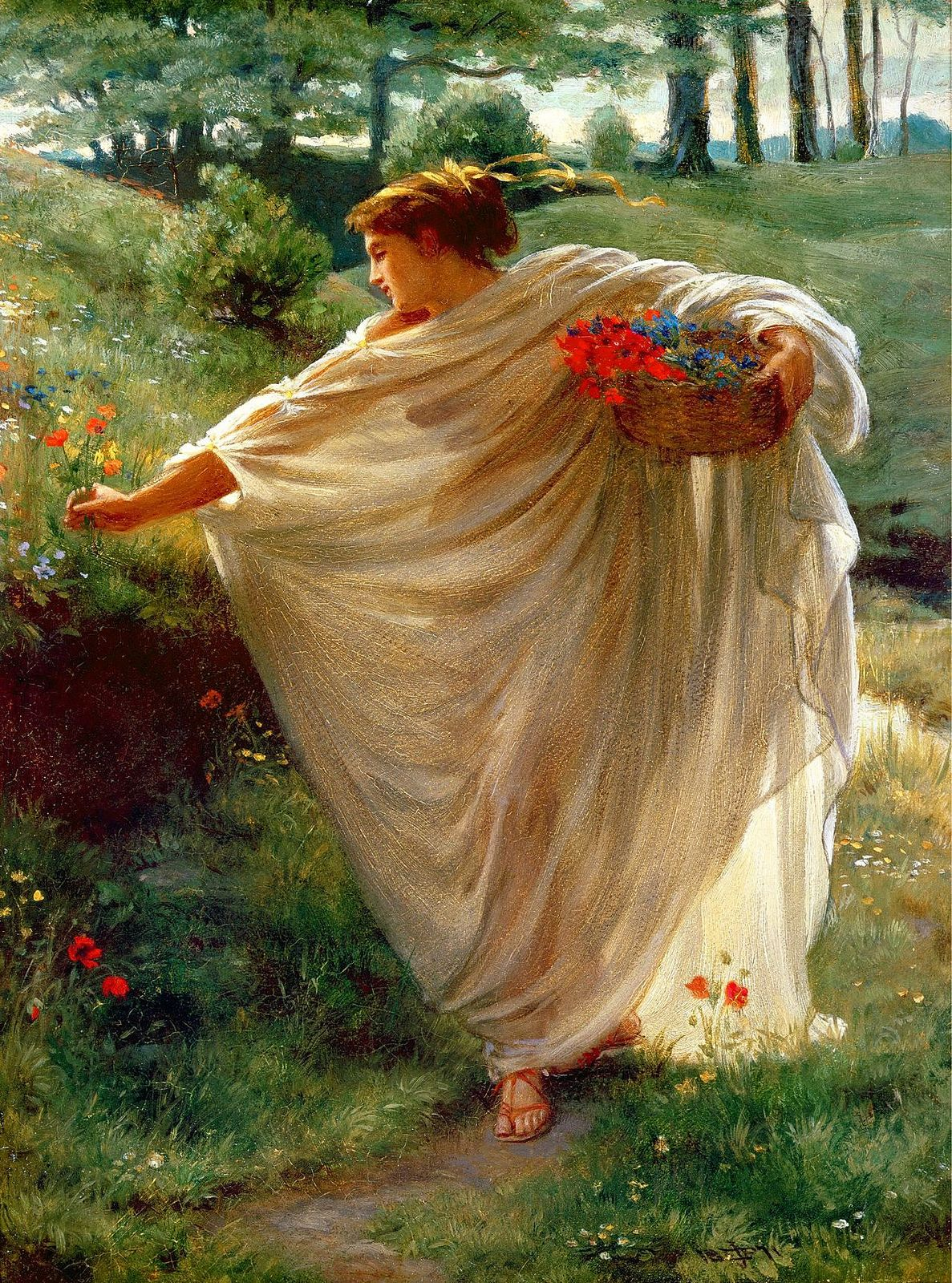
Wild Blossoms, 1880
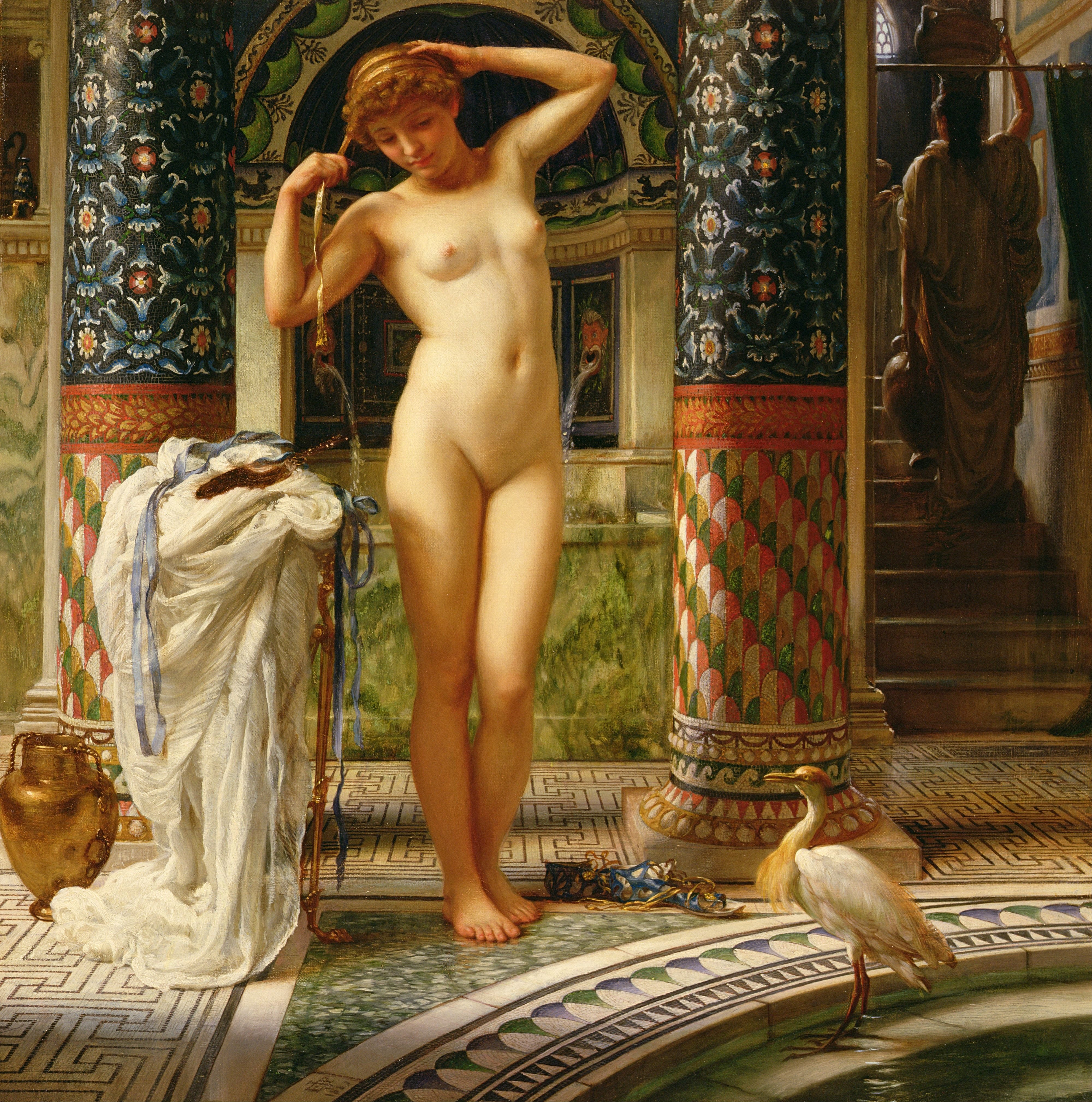
Diadumenè, 1884
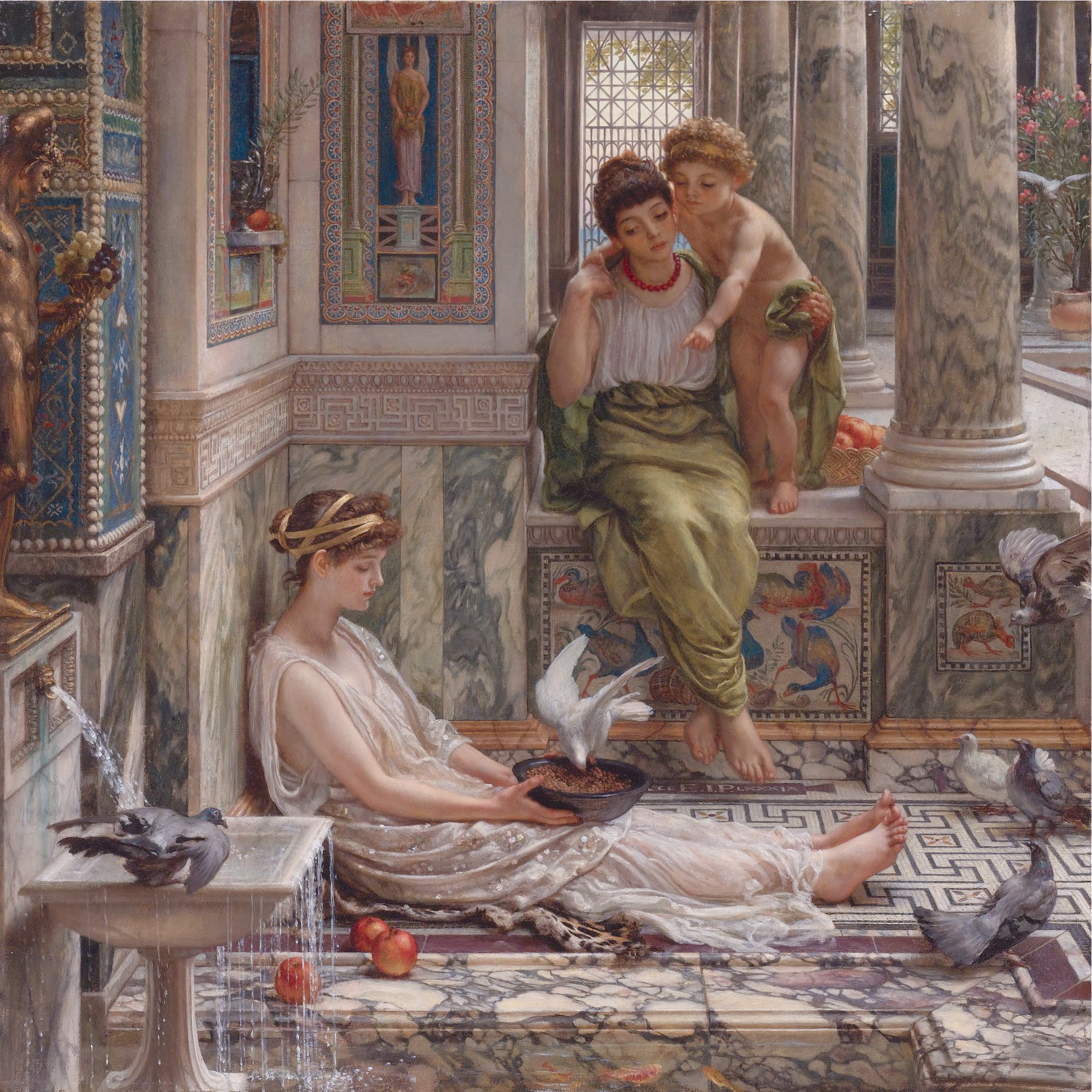
The corner of the villa, 1889
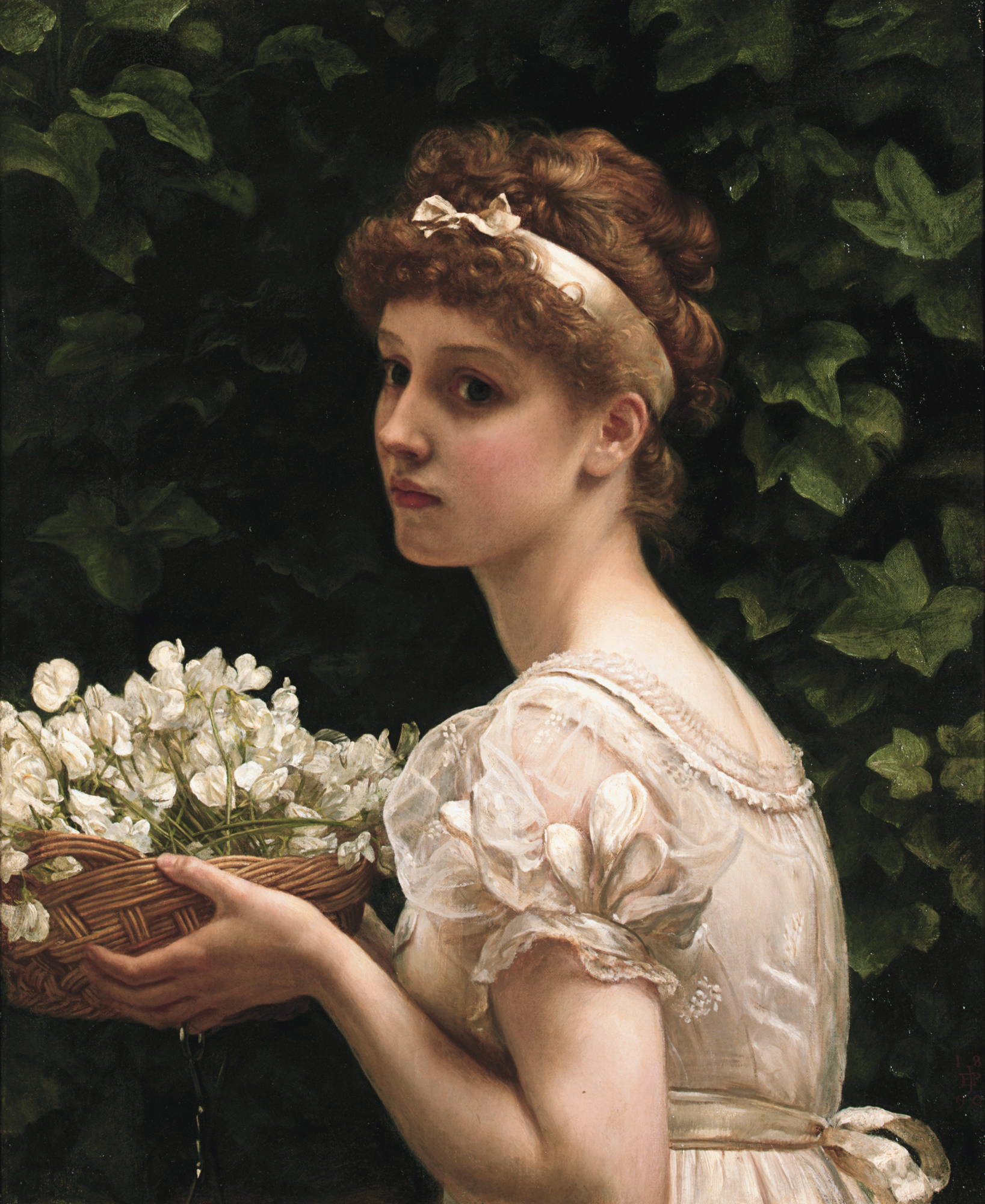
Pea Blossoms, 1890
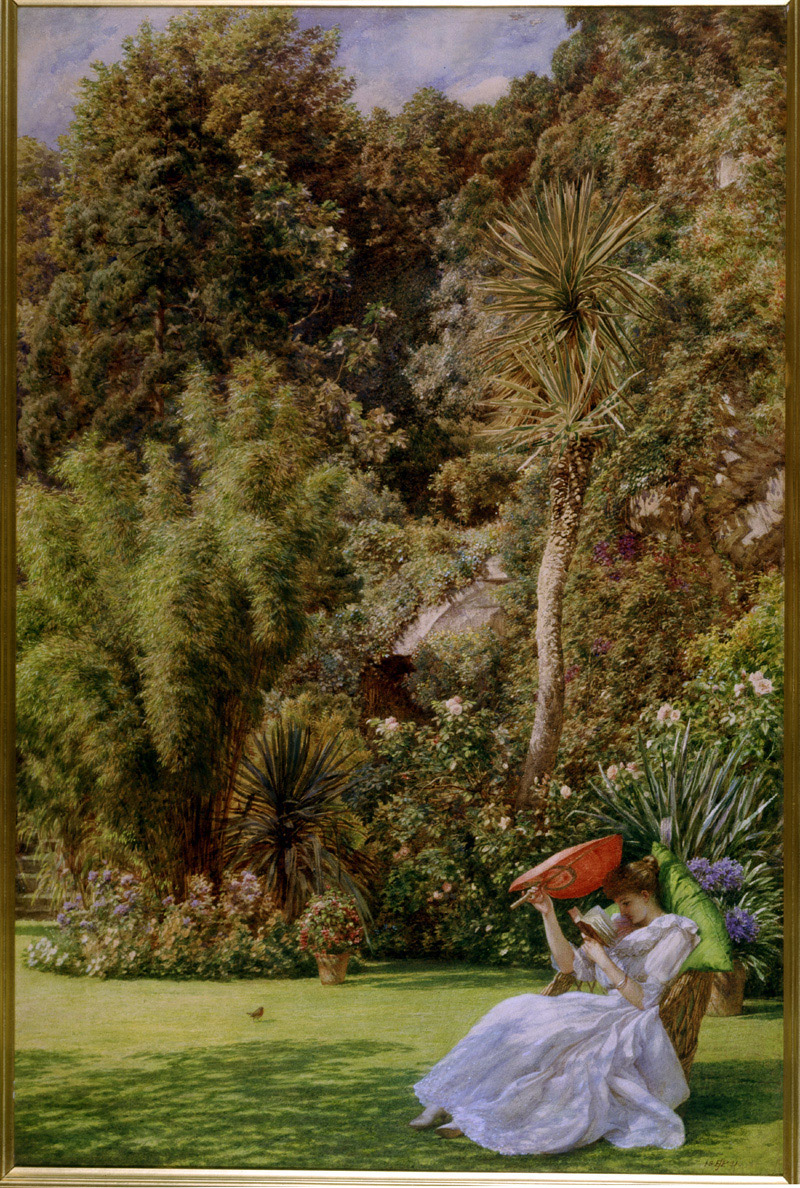
In a garden, 1891
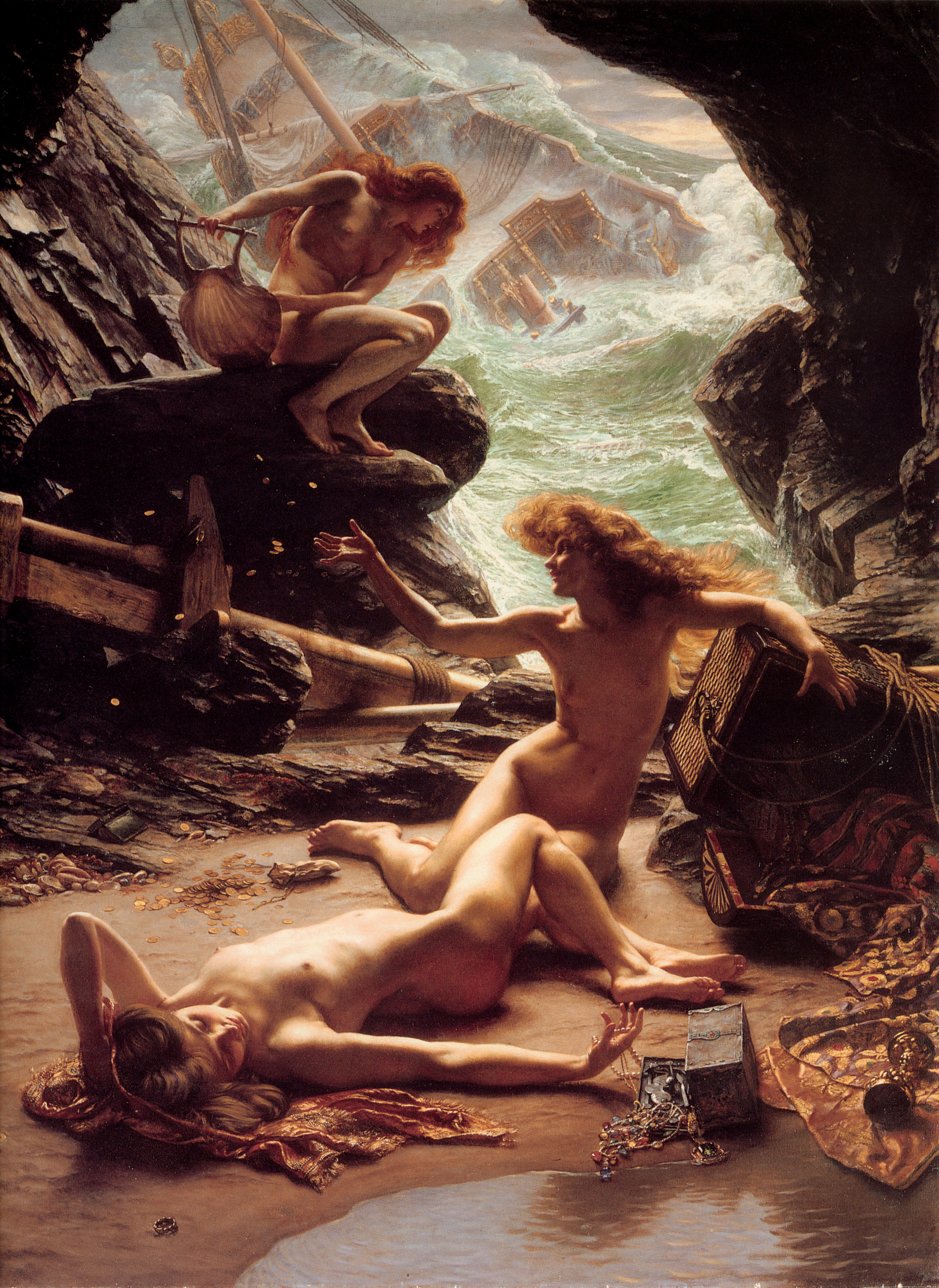
Cave of the Storm Nymphs, 1903
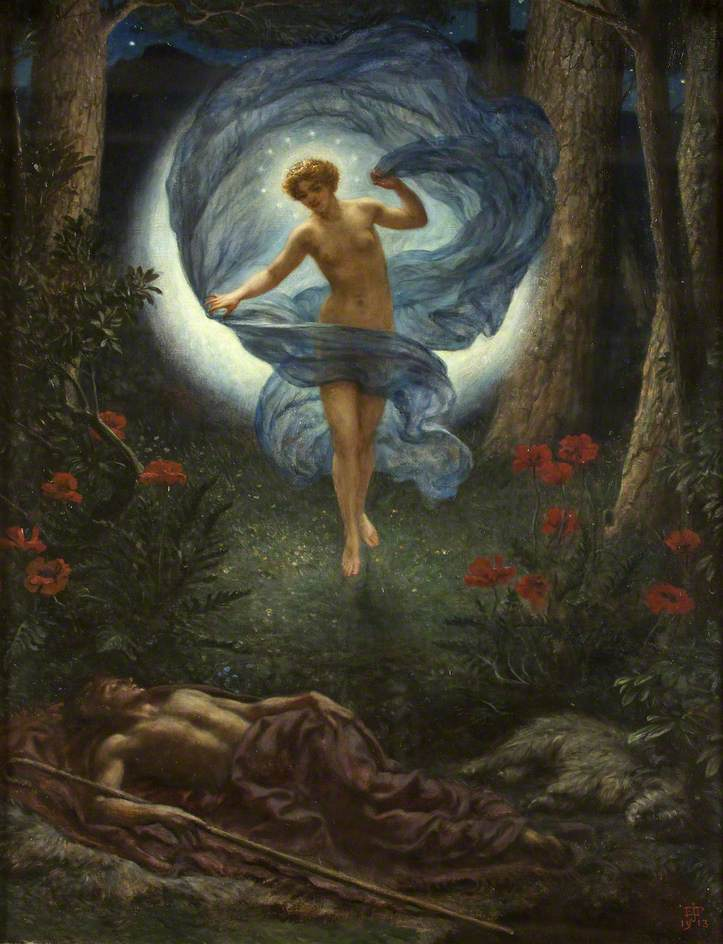
The Visions of Endymion, 1913, Bristol City Museum and Art Gallery
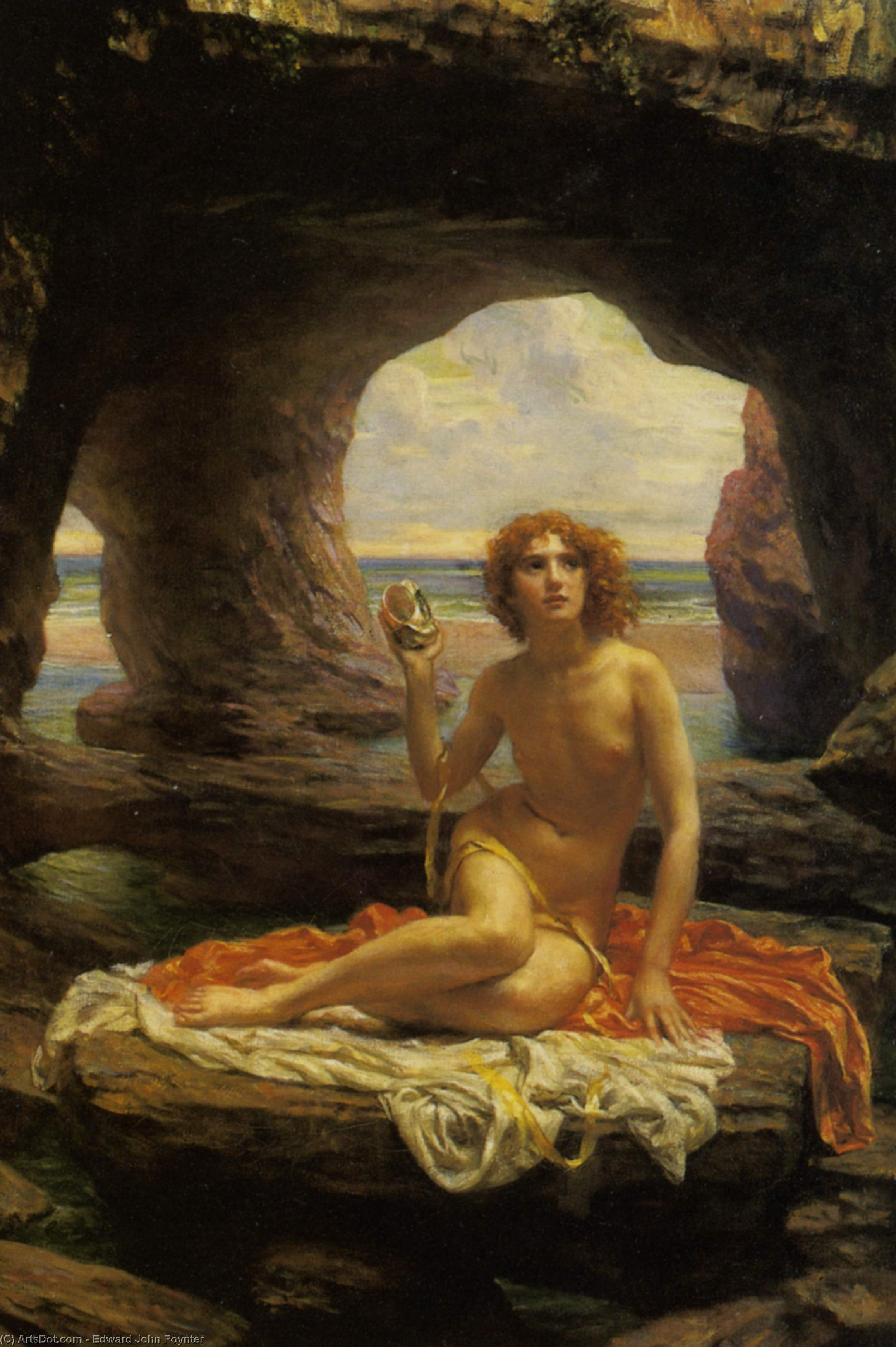
At Low Tide, 1914